# Richū Tennō
Richū Tennō (履中天皇) fue el 17º soberano imperial de Japón según el orden tradicional de sucesión. No se le pueden adjudicar fechas firmes a su mandato, pero se cree que gobernó el país desde principios del siglo V.
Según Nihonshoki y Kojiki, era el primer hijo de Nintoku Tennō. Murió por enfermedad en el sexto año de su reinado. Su tumba está en la provincia Kawachi, en medio de la actual Prefectura de Osaka. Fue sucedido por joven hermano el emperador Hanzei; ninguno de sus hijos lo sucedió en el trono, aunque dos nietos, el Emperador Kenzō y el Emperador Ninken, fueron finalmente emperadores.
Algunos eruditos lo identifican como Rey San en el Libro de los Song. El rey San envió, al menos dos veces, mensajeros a la dinastía Song, en 421 y 425, muriendo antes (en 438) y fue sucedido por su joven hermano.